# Liste der Baudenkmale in Mecklenburg-Vorpommern

Landkreise und kreisfreie Städte Mecklenburg-Vorpommerns

Denkmalzeichen

In der Liste der Baudenkmale in Mecklenburg-Vorpommern sind die Baudenkmale im deutschen Bundesland Mecklenburg-Vorpommern aufgelistet.
Grundlage der Einzellisten sind die in den jeweiligen Listen angegebenen Quellen. Die Angaben in den einzelnen Listen ersetzen nicht die rechtsverbindliche Auskunft der zuständigen Denkmalschutzbehörde. Die erforderlichen Denkmaleigenschaften werden im Denkmalschutzgesetz von Mecklenburg-Vorpommern festgeschrieben.

## Aufteilung
Wegen der großen Anzahl von Baudenkmalen in Mecklenburg-Vorpommern ist diese Liste in Teillisten aufgeteilt, sortiert nach den zwei kreisfreien Städten und den 6 Landkreisen.
- Liste der Baudenkmale im Landkreis Ludwigslust-Parchim
- Liste der Baudenkmale im Landkreis Mecklenburgische Seenplatte
- Liste der Baudenkmale im Landkreis Nordwestmecklenburg
- Liste der Baudenkmale im Landkreis Rostock
- Liste der Baudenkmale in Rostock
- Liste der Baudenkmale in Schwerin
- Liste der Baudenkmale im Landkreis Vorpommern-Greifswald
- Liste der Baudenkmale im Landkreis Vorpommern-Rügen